# タンタンとトワゾンドール号の神秘
『タンタンとトワゾンドール号の神秘』（タンタンとトワゾンドールごうのしんぴ Tintin et le Mystère de la Toison d'or）は、1961年のフランス・ベルギーの合作映画。 

## 概要
エルジェ原作のバンド・デシネ（漫画）『タンタンの冒険』の実写化であり、ストーリーは原作にはないオリジナルのものとなっているが、いくつかのエピソードは原作を元にした部分もある。
主演を務めたジャン・ピエール・タルボはプロの子役俳優ではなく、当時体育学校に通っていた素人の学生であったが、運動神経の良さとタンタンにソックリのルックスであったことを脚本のアンドレ・バレーに見込まれて起用されたという。共演はハドック船長役にジョルジュ・ウィルソン。
日本では2002年2月22日にDVDソフトが『タンタンと水色のオレンジ』と併せてパイオニアLDCよりリリースされた。

## あらすじ
ムーランサール城のハドック船長の元に、船長の盟友であるパラメリックからの遺言が届いた。ハドックとタンタン、そしてスノーウィは遺言に従い、イスタンブールにておんぼろな海洋船トワゾンドール号を譲り受け、ガラの悪そうな船員達と共に冒険に乗り出す。
そんな中、パラメリックが南アメリカの小国・タララーグ共和国の権力者であったことを知った一行は、パラメリックの過去を知るべく彼がタララーグを冒険した際の3人の生き残りの行方を追い始める。アテネ、アレクサンドリアと、行く先々で様々な危険に見舞われながらも3人の生き残りを捜し当てた一行は、彼らからパラメリックが遺したトワゾンドール号の秘密と宝の存在を聞くこととなる･･･。

## スタッフ
- 制作・脚本：アンドレ・バレー
- 監督：ジャン・ジャック・ヴィエルネ
- 原作：エルジェ（脚本協力もあり）
- 撮影：ジャン・バダル
- 音楽：アンドレ・ポップ
- 主題歌：イザベル・オーブレ ※但し歌はCDのみで本編では使われていない。

## キャスト
- ジャン・ピエール・タルボ（タンタン）
- ジョルジュ・ウィルソン（ハドック船長）
- ジョルジュ・ロリオ（ビーカー教授）
- シャルル・パネル
- ダリル・モレノ
- マックス・エロイ